# 清水町 (北海道)
清水町（しみずちょう）は、北海道上川郡にある町。

## 町名の由来
町名の「清水」は、当地がアイヌ語で「水が・清澄な・川」を意味する「ペペケㇾペッ（pe-peker-pet）」を略した「ペケㇾペッ（peker-pet）」と呼ばれており、これを意訳したものに由来している。
なお、前身の自治体名「人舞（ひとまい）」については、「寄木・ある・もの（川）」を意味する「ニトゥオマㇷ゚（nitu-oma-p）」に字を当てたものとされ、現在も町内の字名として使われている。
なお、町の代表駅は静岡県の清水（現：静岡市清水区）との兼ね合いから1934年（昭和9年）に十勝清水駅に改称されており、駅の他、十勝清水農業協同組合や十勝清水インターチェンジのように、しばしば「十勝清水」と表現されることもある。
このことや全国的に「十勝」の知名度が高いことを理由に、2025年（令和7年）には町名の「十勝清水」への変更が検討されている。

## 地理
清水町は十勝管内の内陸西部に位置しており、東は鹿追町、南は芽室町、北は新得町、西は日高山脈を隔てて日高町に接している。町の西部の日高山脈に由来する山岳地帯は日高山脈襟裳十勝国立公園の北端となっている。
- 山：剣山 (1,205 m)、久山岳 (1,411 m)、芽室岳 (1,754 m)、パンケヌーシ岳 (1,746 m)、ペケレベツ岳 (1,532 m)、熊見山 (1,175 m)
- 河川：十勝川、佐幌川、久山川、芽室川、小林川、ペケレベツ川

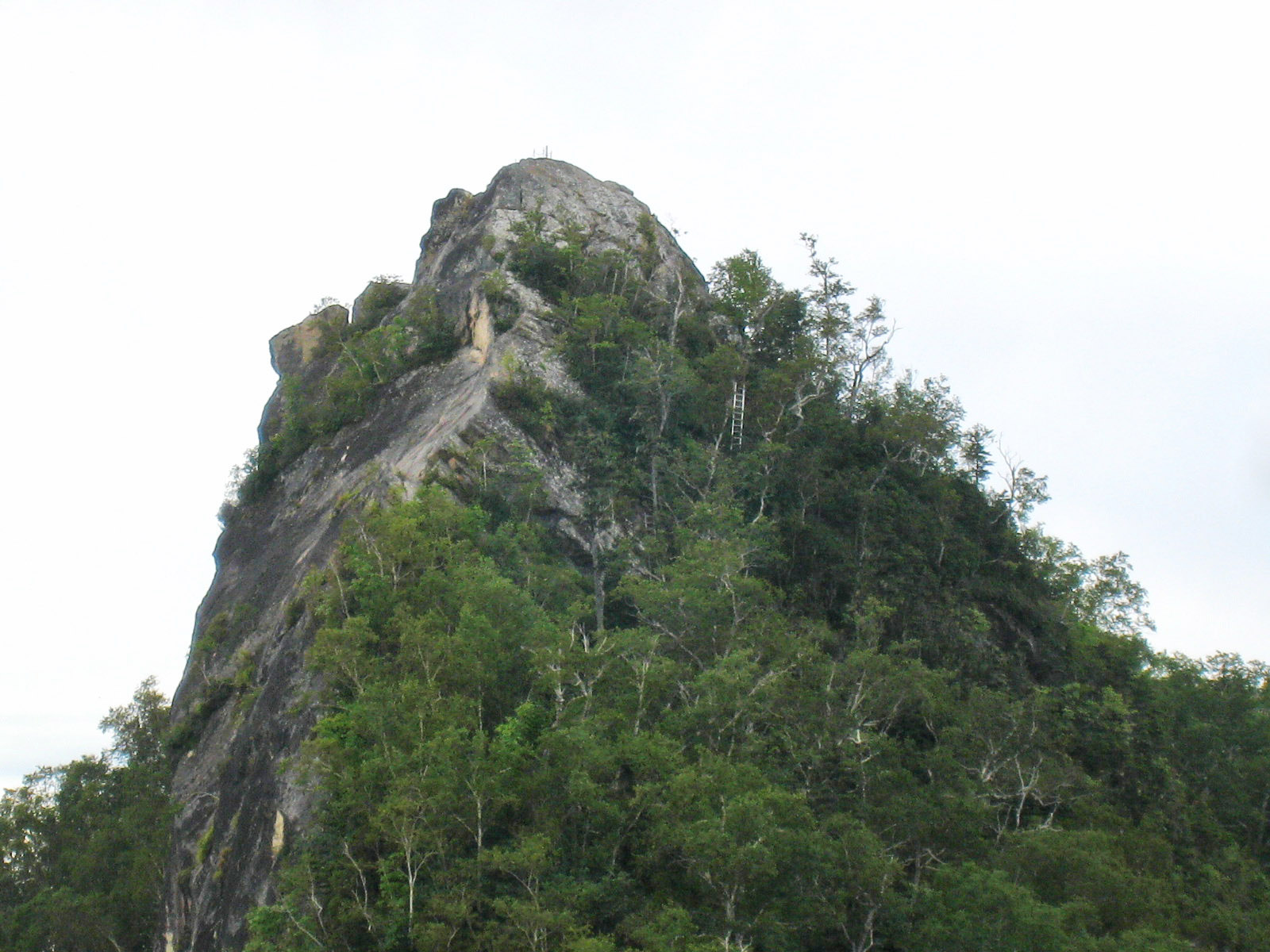
剣山（2009年8月）

### 気候
清水町の気候は大陸性気候であり、夏季は高温で冬季は低温となる。年間を通して晴天日数が多く、湿度も比較的低い。降水量は年間平均1,130 mm程となっている。

### 人口
| |                                        |  |
| 清水町と全国の年齢別人口分布（2005年） | 清水町の年齢・男女別人口分布（2005年） |  |
| ■紫色 ― 清水町 ■緑色 ― 日本全国 | ■青色 ― 男性 ■赤色 ― 女性              |  |
| 清水町（に相当する地域）の人口の推移 \| 1970年（昭和45年） \| 16,162人 \| \| \| 1975年（昭和50年） \| 14,026人 \| \| \| 1980年（昭和55年） \| 13,352人 \| \| \| 1985年（昭和60年） \| 13,281人 \| \| \| 1990年（平成2年） \| 12,033人 \| \| \| 1995年（平成7年） \| 11,325人 \| \| \| 2000年（平成12年） \| 10,988人 \| \| \| 2005年（平成17年） \| 10,464人 \| \| \| 2010年（平成22年） \| 9,967人 \| \| \| 2015年（平成27年） \| 9,599人 \| \| \| 2020年（令和2年） \| 9,094人 \| \| |                                        |  |
| 総務省統計局 国勢調査より |                                        |  |
| 1970年（昭和45年） | 16,162人                               |  |
| 1975年（昭和50年） | 14,026人                               |  |
| 1980年（昭和55年） | 13,352人                               |  |
| 1985年（昭和60年） | 13,281人                               |  |
| 1990年（平成2年） | 12,033人                               |  |
| 1995年（平成7年） | 11,325人                               |  |
| 2000年（平成12年） | 10,988人                               |  |
| 2005年（平成17年） | 10,464人                               |  |
| 2010年（平成22年） | 9,967人                                |  |
| 2015年（平成27年） | 9,599人                                |  |
| 2020年（令和2年） | 9,094人                                |  |

## 歴史
「まちの情報 歴史」参照。
- 1898年（明治31年）：渋沢栄一が熊牛地区に十勝開墾合資会社設立し、越前地方から26戸99人が熊牛農場に入植。
- 1899年（明治32年）：ペケレベツ駅逓所開設。
- 1903年（明治36年）：芽室外6カ村戸長役場から分離・独立し、人舞村外1村戸長役場を設置。
- 1907年（明治40年）：旭川—釧路間の中央鉄道「十勝線」開通し、清水駅（1934年に十勝清水駅と改称）、佐念頃駅（1922年に御影駅と改称）開設。
- 1915年（大正04年）：屈足村（現在の新得町）から分村し、人舞村となる。
- 1921年（大正10年）：芽室村（現在の芽室町）から分村し、御影村開村。
- 1922年（大正11年）：日本甜菜製糖清水工場操業開始。
- 1923年（大正12年）：人舞村が北海道1級町村制施行。
- 1925年（大正14年）：河西鉄道（後の十勝鉄道）が旅客営業運転開始（1951年廃止）。
- 1927年（昭和02年）：人舞村を清水村と改称。
- 1928年（昭和03年）：北海道拓殖鉄道の新得—鹿追間開通し、熊牛停留場（後の熊牛駅）開設（1968年廃止）。
- 1936年（昭和11年）：町制施行し、清水町となる。
- 1937年（昭和12年）：清水町紋章（町章）制定。
- 1956年（昭和31年）：清水町が御影村を編入合併。
- 1957年（昭和32年）：竹岸畜産（現在のプリマハム）北海道工場操業開始。
- 1958年（昭和33年）：上芽室地区境界変更により、100戸653人が芽室町に編入。
- 1962年（昭和37年）：ホクレン農業協同組合連合会（ホクレン）清水製糖工場操業開始。
- 1964年（昭和39年）：全国優良町村として自治大臣表彰受賞。
- 1965年（昭和40年）：日勝道路（日勝峠）全線開通（1970年に国道274号へ昇格）。
- 1966年（昭和41年）：町民憲章制定。
- 1967年（昭和42年）：総合経営優秀町として自治大臣表彰受賞。
- 1968年（昭和43年）：清水町旗制定。
- 1972年（昭和47年）：町の木（ナナカマド）・花（スズラン）・鳥（ウグイス）制定。
- 1973年（昭和48年）：御影地区が自治省の「町づくりモデル・コミュニティ」指定。
- 1978年（昭和53年）：日勝スキー場オープン（2005年廃止）。
- 1979年（昭和54年）：全国清水町姉妹縁組締結（2005年自然解消）。
- 1980年（昭和55年）：清水町文化センター完成。『清水町第九交響曲演奏会』初開催（以後、5年ごとに2015年まで開催）。
- 1982年（昭和57年）：清水町老人福祉センター完成。
- 1986年（昭和61年）：清水町下水終末処理場稼動開始。清水町農村環境改善センター完成。日勝キャンプ場オープン（2005年閉鎖）。
- 1989年（平成元年）：防災行政無線放送開始。
- 1990年（平成02年）：清水町図書館・郷土史料館完成。清水町清掃センター完成。
- 1992年（平成04年）：清水町世代間交流センター完成。清水町アイスアリーナ完成。
- 1995年（平成07年）：しみず温泉フロイデオープン（2008年に民間へ売却、後に営業休止）[7]。道東自動車道（道東道）十勝清水IC供用開始。
- 1998年（平成10年）：清水町保健福祉センターオープン。
- 1999年（平成11年）：清水町農業振興公社設立（2012年解散）。
- 2002年（平成14年）：ハーモニープラザオープン。
- 2005年（平成17年）：「清水町まちづくり基本条例」制定。
- 2006年（平成18年）：「構造改革特別区域」の認定を受けた株式会社立学校となる北海道芸術高等学校開校（2015年に仁木町へ移転）。
- 2009年（平成21年）：北海道バイオエタノール十勝清水工場操業開始（2015年会社解散）。
- 2011年（平成23年）：道東道夕張—占冠間開通し、道央圏と道東圏が接続。
- 2012年（平成24年）：十勝千年の森で『北海道ガーデンショー』開催[8]。
- 2016年（平成28年）：十勝圏域6消防本部を統合したとかち広域消防事務組合業務開始。相次ぐ台風（平成28年台風第10号など）の上陸による大雨で久山川が氾濫するなどの被害発生[9]。
- 2016年（平成28年）：12月、町内の養鶏場で高病原性鳥インフルエンザ（H5N6亜型）の発生を確認（家禽への感染例としては北海道内初の事例[10]）。28万羽以上の鶏が殺処分・埋却された[11]。
- 2018年（平成30年）3月17日：JR根室本線羽帯駅廃止[12]。
- 2020年（令和02年）11月：北海道内で初めて自治体の新型コロナウイルス感染症クラスターが清水町役場本庁舎で発生し、窓口業務を休止。公民館や図書館など公共施設も休館[13]。

## 行政
- 清水町役場
  - 御影支所

## 議会
- 議員定数：13人
- 議会
  - 定例会（3月、6月、9月、12月）
  - 臨時会
- 委員会
  - 常任委員会
    - 総務産業常任委員会
    - 厚生文教常任委員会
    - 広報広聴常任委員会

  - 議会運営委員会
  - 特別委員会

## 官公署
国の機関
- 農林水産省
  - 林野庁北海道森林管理局十勝西部森林管理署清水森林事務所
- 国土交通省
  - 北海道開発局帯広開発建設部十勝清水防災ステーション

道の機関
- 十勝総合振興局十勝農業改良普及センター十勝西部支所

## 公共施設
- 清水町文化センター
- 清水町図書館・郷土史料館
- 清水町保健福祉センター
- 清水町老人福祉センター
- 清水町農業研修会館
- 清水町農村環境改善センター
- 清水町畜産研修センター
- 清水町剣の郷創造館
- 清水町少年自然の家
- きたくま文化蔵
- 清水町世代間交流センター
- 清水町体育館
- 清水町柔道場
- 清水町民野球場
- 有明公園多目的広場
- 御影公園多目的広場
- 清水町アイスアリーナ
- 川東ゲートボール場
- 清水公園展望パークゴルフ場
- 下佐幌パークゴルフ場
- 清水町葬斎場
- 清水町清掃センター
- 清水町公衆浴場[14]

## 公的機関
警察
- 新得警察署清水交番、御影駐在所

消防
- とかち広域消防事務組合清水消防署
  - 御影分遣所

## 医療機関
- 清水赤十字病院
- 前田クリニック[15]
- だい内科医院[16]
- 御影診療所[17]
- 啓仁会病院（※2021年8月31日を以って閉院[18]）

## 教育・保育機関
高等学校
- 北海道清水高等学校

中学校
- 清水町立清水中学校
- 清水町立御影中学校

小学校
- 清水町立清水小学校
- 清水町立御影小学校

認定こども園
- 清水町立しみず認定こども園（愛称「ぽっけ」）（種類：幼保連携型認定こども園[19]）

（存立していた町立第一保育所と第二保育所を統合し「町立しみず保育所」として2020年4月に開所。その後2023年4月に「町立しみず保育所」と「町立清水幼稚園」を統合し『町立しみず認定こども園』として開園）
- 清水町立御影こども園（種類：保育所型認定こども園[19]）

（存立していた町立御影保育所を「認定こども園」に転換し2019年4月に開園）

## 経済・産業
立地企業
- あすなろファーミング
- えびすや菓子舗
- 田村製麺工業
- 十勝スロウフード
- 鳥せい商事
- 中村製麺所
- 日本甜菜製糖
- プリマハム
- 丸合清水醸造（大平原ファーム）

組合
- 十勝清水町農業協同組合（JA十勝清水町）[22]
- 北海道農業共済組合（NOSAI北海道）十勝西部支所・十勝西部家畜診療所[23]
- ホクレン農業協同組合連合会（ホクレン）清水製糖工場
- 清水町森林組合
- 帯広地方石油業協同組合清水支部

スーパーマーケット
- 福原（アークスグループ）
  - フクハラ清水店
- ホクレン商事
  - エーコープみかげ店
  - エーコープ食彩館すまいる432（※2021年2月20日を以って閉店[24]）
- イオン北海道（イオングループ）
  - プラザ。いちまる清水店（※2021年8月31日を以って閉店[25]）

ホームセンター
- イエローグローブ清水店（2006年10月[26]-）
- コメリハードアンドグリーン十勝清水店（2016年9月[27]-）

金融機関
- 北洋銀行清水支店
- 帯広信用金庫清水支店、御影支店
- JAバンク北海道（北海道信用農業協同組合連合会）JA十勝清水町本所、JA十勝清水町御影支所

郵便局
- 清水郵便局（集配局）
- 御影郵便局（集配局）
- 熊牛郵便局
- 人舞郵便局

宅配便
- ヤマト運輸十勝清水センター
- 佐川急便帯広営業所（所在地は帯広市）

電力
- 電源開発熊牛発電所

## 交通

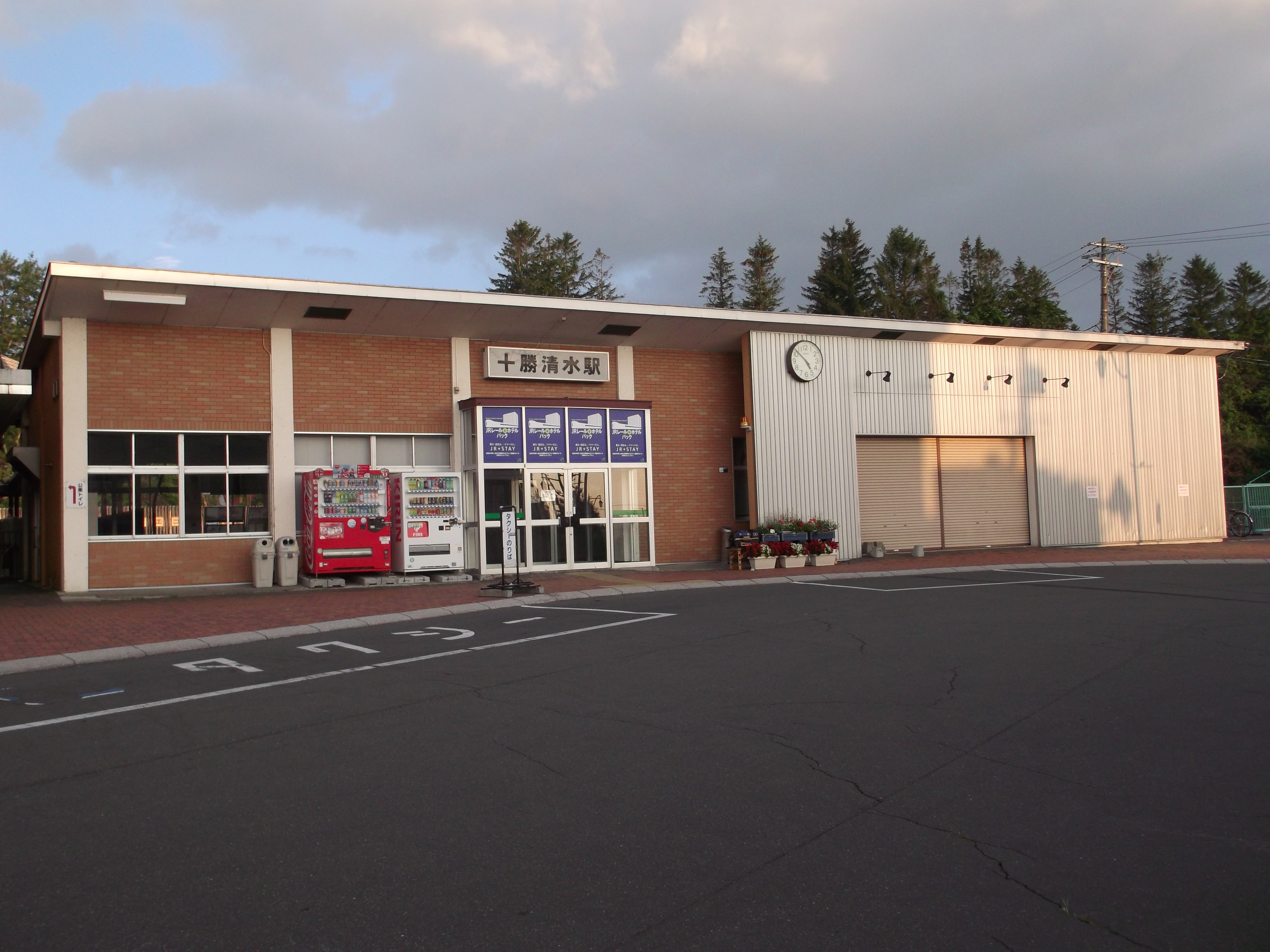
十勝清水駅（2012年7月）

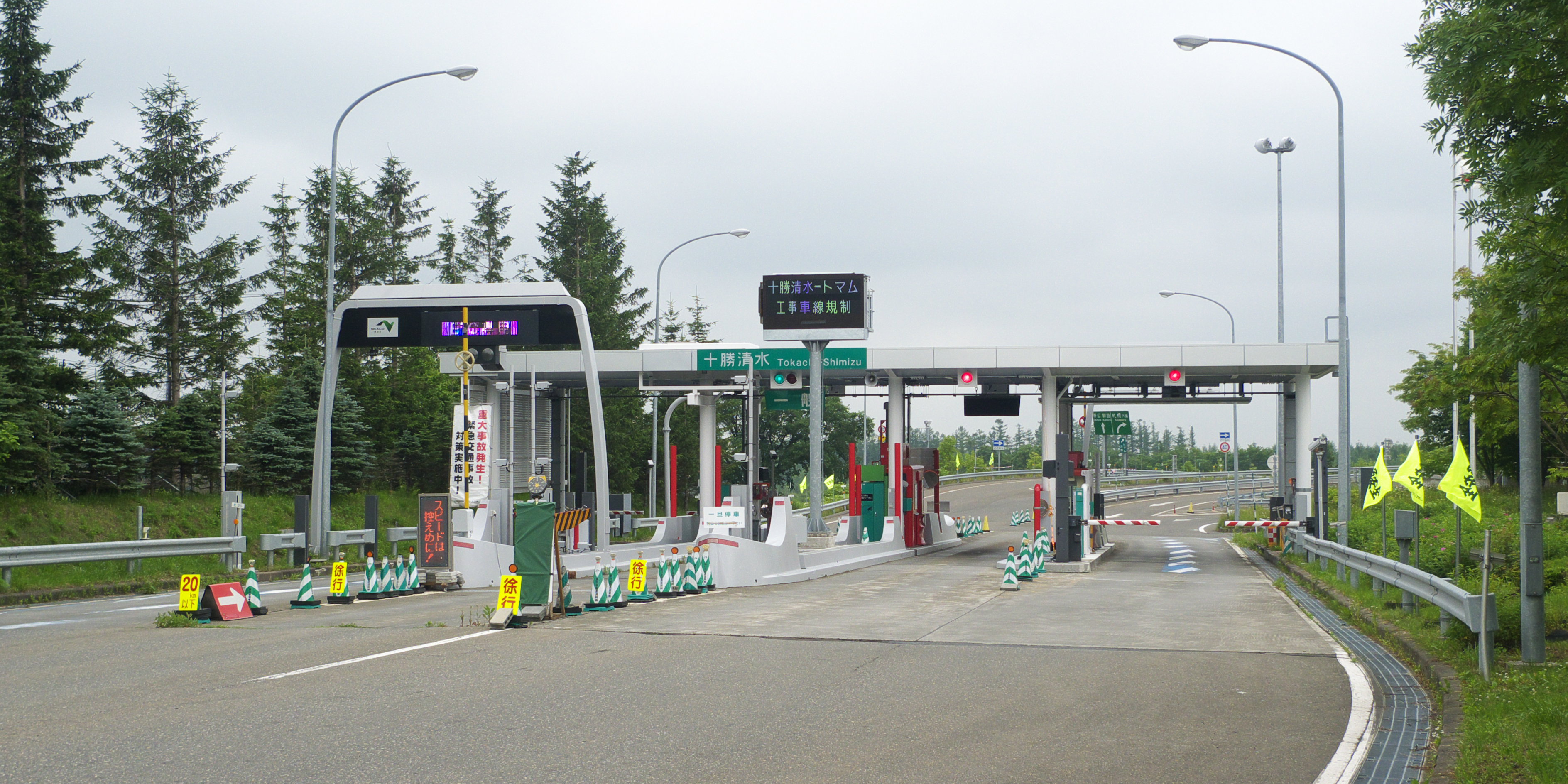
十勝清水IC（2016年7月）

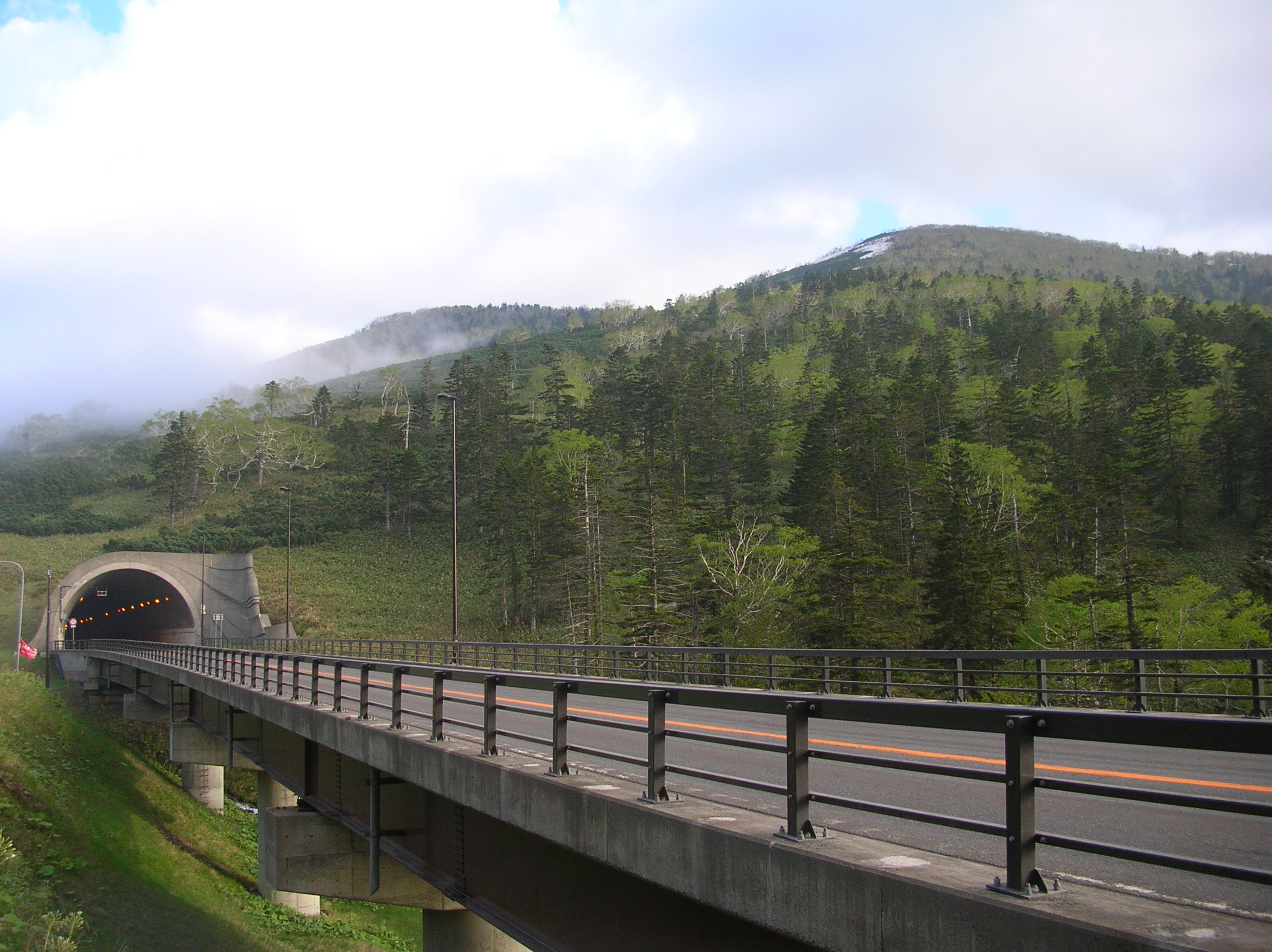
日勝峠（2010年6月）

### 鉄道
- 北海道旅客鉄道（JR北海道）
  - 根室本線：十勝清水駅 - 御影駅
    - かつては十勝清水駅と御影駅の間に羽帯駅が存在したが、2018年3月17日のダイヤ改正時に廃止されている[12]。

### バス
コミュニティバス
- 清水町コミュニティバス（2024年9月30日廃止[28]）

路線バス
- 十勝バス[29]

都市間バス
- 札幌市行
  - 「ポテトライナー」（北海道中央バス、ジェイ・アール北海道バス、北都交通、十勝バス、北海道拓殖バス）
  - 「帯広特急ニュースター号」（北海道バス）
- 旭川市行「ノースライナー」（北海道拓殖バス、道北バス、十勝バス）

### タクシー
- 清水町予約型乗合タクシー
- 昭和タクシー

### 道路
町内を通る幹線道路は、シーニックバイウェイの「十勝平野・山麓ルート」、大雪—富良野—十勝を結ぶ「北海道ガーデン街道」になっている。
- 高速道路
  - 道東自動車道（北海道横断自動車道）：十勝清水IC
- 一般国道
  - 国道38号（市街地の一部で国道274号との重用区間あり）
  - 国道274号
    - 日勝峠
- 都道府県道
  - 北海道道55号清水大樹線
  - 北海道道75号帯広新得線
  - 北海道道133号音更新得線
  - 北海道道239号熊牛音更線
  - 北海道道718号忠別清水線
  - 北海道道734号熊牛御影線
  - 北海道道859号旭山線
  - 北海道道973号北清水清水線

## 観光・レジャー
- 十勝清水4景+1
  - 清水円山展望台
  - 美蔓パノラマパーク
  - 清水公園（展望パークゴルフ場）
  - 日勝峠展望台
  - 十勝千年の森
- とかちしみずフルーツガーデン
- 北海道クラシックゴルフクラブ帯広

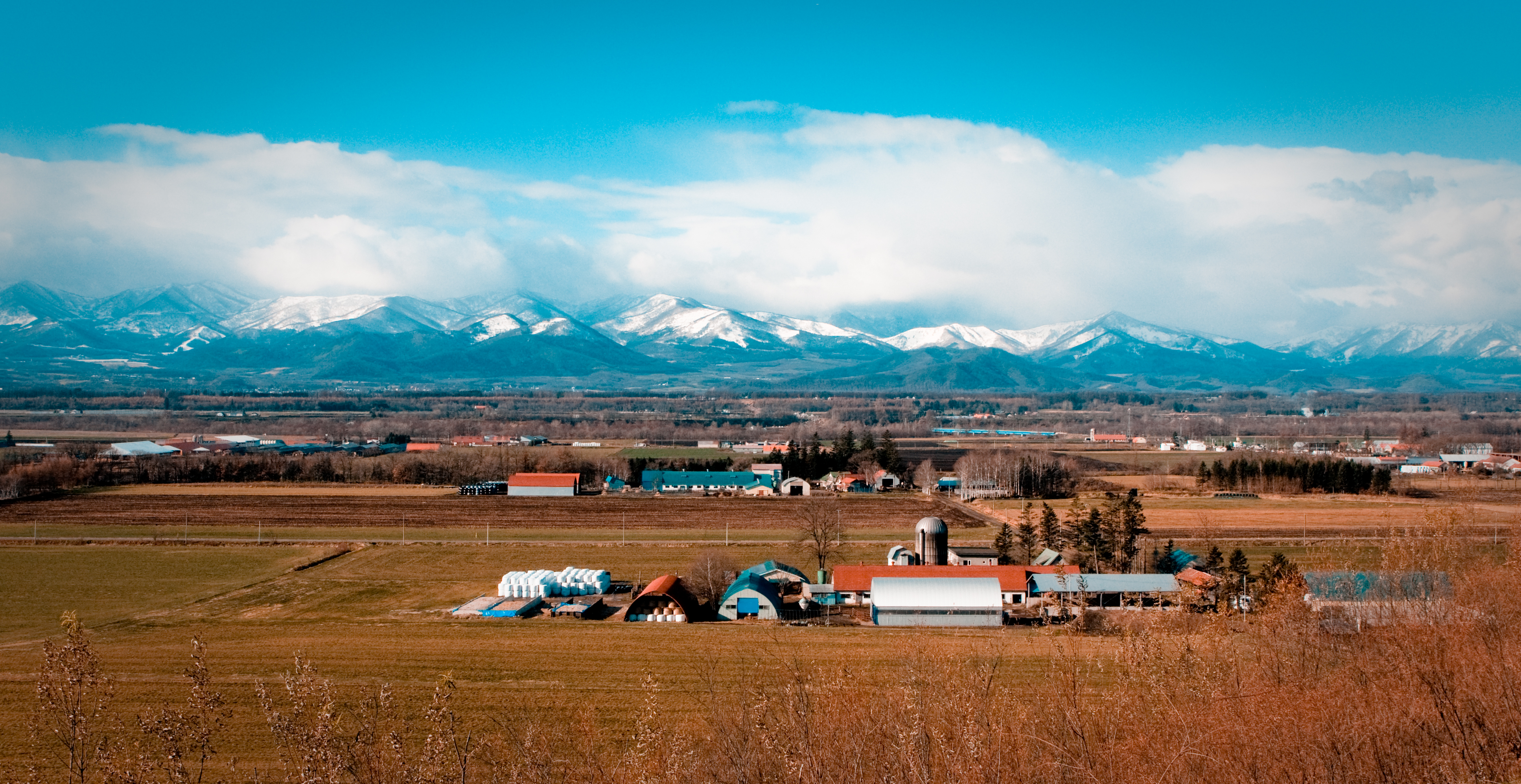
美蔓パノラマパークからの景色（2009年11月）
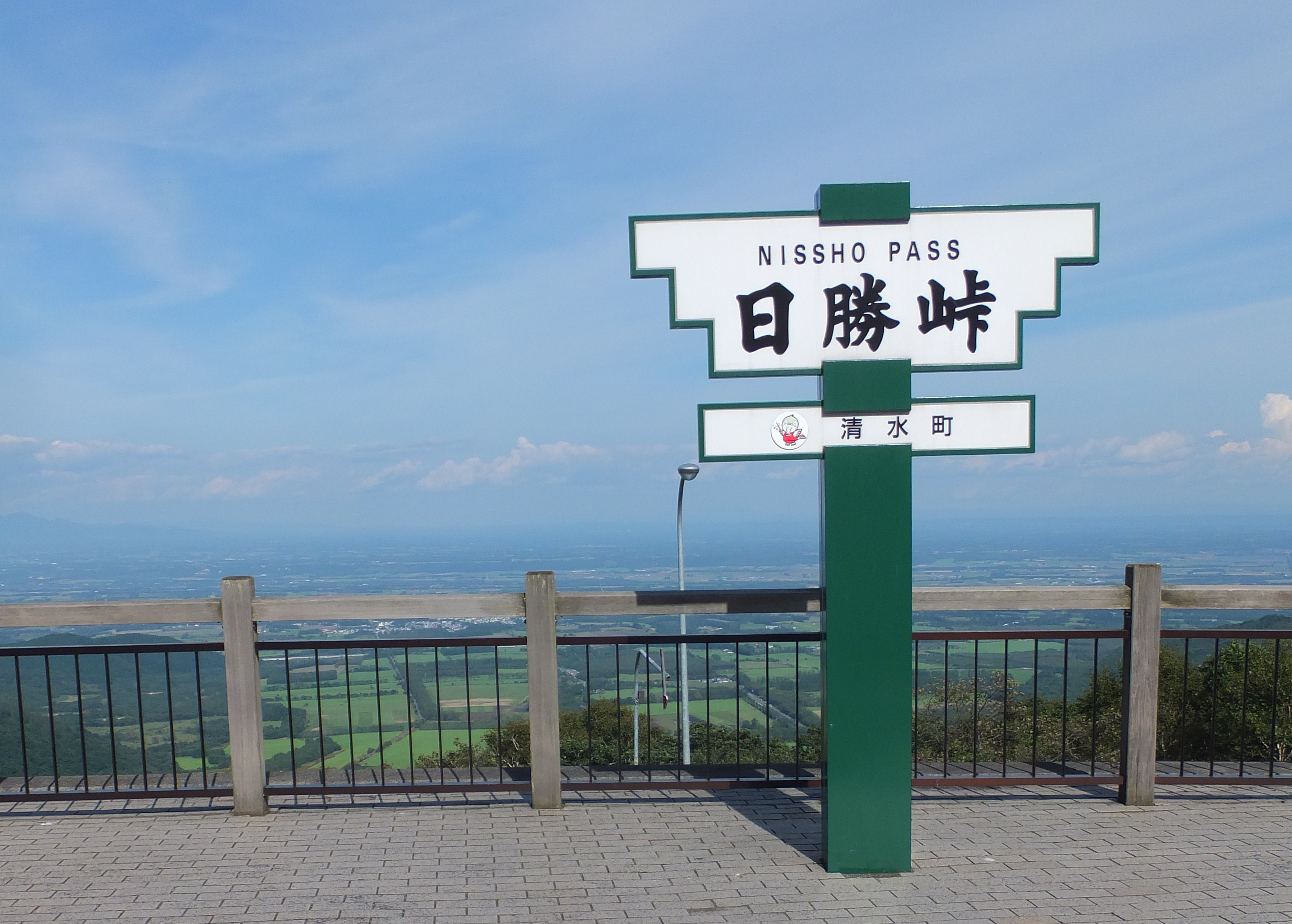
日勝峠展望台（2012年9月）

## 祭事・催事
1980年（昭和55年）に完成した清水町文化センターのこけら落しに町の人達が集まってベートーヴェンの「交響曲第九番」を歌ったことが日本国内における「第九ブーム」のきっかけと言われており、以後、清水町では5年ごとに2015年（平成27年）まで『清水町第九交響曲演奏会』を開催していた。
- 十勝若牛アスパラまつり（6月）
- 清流まつり（7月）
- 清流まつり納涼盆踊り大会（8月）
- しみず秋まつり（9月）
- 清水「食」の元気まつり（10月）

## 文化史跡
町では、町の発祥や開拓・開墾等に関わる文化史跡のうち以下の6ヶ所を選定し、各史跡に紹介看板を設置・更新したり
パンフレットを作成・配布、さらにはバスツアーを行なうなどして郷土史を発信している。
1. 十勝開墾株式会社（十勝開墾合資会社）農場畜舎（現：渋谷農場、町字熊牛）

2. 青淵山寿光寺（浄土真宗本願寺派寺院、町字熊牛）

3. 大勝神社（町字熊牛）

4. コッホの住宅（ドイツ人模範農家フリードリッヒ・コッホ）（町字下佐幌基線）

5. 松浦武四郎　宿泊の地（町字人舞）

6. ペケレベツ駅逓跡（清水町発祥の地）（町字清水第4線）
なお上記の内、1・2・4・5の史跡は私有地のため見学には各所有者の許可を得なければならず、町の教育委員会に問い合わせる必要がある。

## 名産・特産
清水町では、町内で生産・製造した農産物や食品について独自の認証基準によって審査・認証しており、「清水産農産品」として町民をはじめとした多くの消費者にアピールするため、「ふるさとブランドとかちしみず認証制度」を制定した。ご当地グルメは「十勝清水牛玉ステーキ丼」がある。
- 牛とろ丼
- 牛とろフレーク
- グリンめん
- 清水アスパラサイダー

## ご当地キャラクター
- うっちゃん - 1990年（平成2年）選定。町の鳥「うぐいす」をキャラクター化しており、「ノーマルヴァージョン」のほか、「アイスホッケーヴァージョン」や「お祭りヴァージョン」、「スキーヴァージョン」などがある。また、清水町は「第九のまち」として知られているため、「交響曲第九番の指揮者ヴァージョン」もある[39]。
- はたらく君 - 2010年度（平成22年度）に町が募集した「まちづくり予算町民提案事業」に清水中学校の生徒が応募して採択した「新キャラクターづくり事業」によって、中学生・事業者・農業者などが構成する制作委員会が選定した。ネーミングは、町名の由来であるアイヌ語の「ペケレベツ」（明るく清らかな川）をイメージした水、「畑作」「酪農」の頭文字を取ったものである[39]。

## スポーツチーム
- 高須クリニック御影グレッズ（女子日本アイスホッケーリーグ所属）

## 清水町が舞台（ロケ地）となった作品
漫画
- 『銀の匙 Silver Spoon』

アニメ
- 『銀の匙 Silver Spoon』

映画
- 『銀の匙 Silver Spoon』
- 『ニート・ニート・ニート』

ドラマ
- 『なつぞら』

## 人物
50音順

### 出身人物
- 伊藤ゆいな（声優）
- 沖美穂（元自転車ロードレース選手）
- 榊翔太（プロサッカー選手）
- 佐藤嘉大（北海道教育委員会元教育長）
- 手代木直美（国際サッカー連盟審判員）

### ゆかりのある人物
- いなむら一志（シンガーソングライター）
- 小野粧子（アイスホッケー選手）
- 葛西純（プロレスラー）（清水高校卒[40]）
- 増田誠（画家）
- 渋沢栄一（日本の実業家）

## 町民憲章・宣言・町歌
町民憲章
宣言
- 交通安全宣言（昭和39年）[42]
- 青色申告と諸税完納の町宣言（昭和53年）[42]
- 非核平和清水町宣言（昭和62年）[42]
- 防犯宣言（昭和63年）[42]
- 健康づくり宣言（平成3年）[42]
- しみず教育の四季宣言（平成18年）[42]

町歌
- 清水町歌（昭和53年11月8日制定）